# Crkva Svih Svetih u Gornjoj Podgori
Crkva Svih Svetih je stara župna crkva Podgore koja je izgrađena u Gornjoj Podgori,  zaštićeno kulturno dobro.

## Opis i povijest crkve
Stara župna crkva Svih Svetih u Gornjoj Podgori sagrađena je 1764. godine. Jednobrodna građevina s velikom polukružnom apsidom glavnim je pročeljem okrenuta prema jugu. Sa zapadne strane glavnog pročelja podignut je zvonik. Nad portalom jednostavne barokne profilacije upisana je godina gradnje crkve, a iznad je rozeta gotičkog tipa. Pročelje raščlanjuju dva ovalna prozora u donjem i dva polukružna u gornjem dijelu. Zvonik je nadograđen 1863. godine te ima tri kata i na vrhu piramidu, zadnja dva kata istaknuta su jednostavnom kamenom profilacijom i imaju po dva lučna otvora sa svake strane.
Župna crkva Svih Svetih u Gornjoj Podgori sagrađena je 1764. godine. To je monumentalna jednobrodna građevina s velikom polukružnom apsidom, s pročeljem okrenutim prema jugu i bačvastim svodom.
Glavni mramorni oltar posvetio je biskup Juraj Carić 1907. godine 1900. godine, a u samoj lađi nalazi se šest oltara, sa svake strane po tri. Četiri su mramorna oltara, koji su postavljeni u 18. stoljeću. Iz istoga su stoljeća i dva oltara s mramornom menzom i drvenim nadgrađem, sa svake strane lađe po jedan. U crkvi se nalaze relikvije svetog Vicenca, mučenika, koji se svečano slavi u nedjelju poslije blagdana Velike Gospe. Tada u Podgoru dođu mnogi hodočasnici, ne samo iz Primorja nego i Vrgorske krajine i Hercegovine. Sa zapadne strane pročelja je zvonik, koji je podignut za vrijeme francuske vladavine 1813. godine. Nije bio proporcionalan crkvi, naime, imao je samo jedan kat. Godine 1863. oštetio ga je grom, pa ga je župnik don Mihovil Pavlinović nadogradio te on od tada ima tri kata i na vrhu piramidu. Visok je 28,90 metara. Crkva je 1974. godine stavljena pod zaštitu spomenika kulture.
Treba istaknuti da su prije izgradnje ove crkve postojale još dvije starije. Jednu su zapalili Turci, a drugu, najstariju, srušio je potres 1667. godine. Ta se crkva nalazila na lokalitetu koji se danas zove sv. Liberan, oko 350 metara sjeveroistočno od današnje crkve. Kod nje se nalazilo i groblje. To je najstariji sakralni lokalitet u Podgori. Ta srušena crkva prvi put se u dokumentima spominje 1603. godine, što ne znači da nije postojala i prije te godine.
Godine 1962. crkva Svih Svetih teško je stradala od potresa. Prijetila je opasnost od potpunog rušenja istočnog zida, a krov je na sve strane prokišnjavao. Velikim naporima župnika don Ante Klarića (1973. – 1979.) crkva je obnovljena izvana i iznutra. Fresko slike u apsidi obnovio je svećenik don Marijan Ivan Čagalj iz Splita.

## Orgulje
Orgulje Ferdinanda Heferera sagrađene su 1907. godine kao 197 opus tvrtke. Pneumatskog su sustava sa zračnicama na čunjiće. Sastoje se od devet vokalnih registara na manualu i pedalu, tri kopule i četiri kolektiva. Restaurirala ih je Umjetnička radionica Heferer 2014. godine. Glazbalo ima ovu dispiziciju:
| Manual C–f3 |                |        |
| 1.          | Principal      | 8′     |
| 2.          | Gedeckt        | 8′     |
| 3.          | Viola di Gamba | 8′     |
| 4.          | Vox celeste    | 8′     |
| 5.          | Wienerflöte    | 4′     |
| 6.          | Regal          | 4′     |
| 7.          | Cornet IV-V    | 2 2/3′ |

| Pedal C–d1 |           |     |
| 8.         | Subbass   | 16′ |
| 9.         | Cellobass | 8′  |

Spojevi: man-ped, Sup man-ped, Sub man-ped. 

Kolektivi: P, MF, F, FF.

## Zaštita
Pod oznakom Z-4889 zavedena je kao nepokretno kulturno dobro - pojedinačno, pravna statusa zaštićena kulturnog dobra, klasificirano kao "sakralna graditeljska baština".